# Limonia serandi
Limonia serandi är en tvåvingeart som först beskrevs av Alexander 1919.  Limonia serandi ingår i släktet Limonia och familjen småharkrankar. Inga underarter finns listade i Catalogue of Life.